# Aldis Kušķis
Aldis Kušķis este un om politic leton, membru al Parlamentului European în perioada 2004-2009 din partea Letoniei.
1. ↑  Deputații în Parlamentul European